# ساهيو (منظمة)
ساهيو (Sahiyo) هي منظمة غير حكومية تأسست في سنة 2015 كمبادرة لإنهاء ممارسات تشويه الأعضاء التناسلية للنساء خاصةً في مجتمعات دادوودي بوهرا المسلمة في الهند.

## التأسيس
تأسست المنظمة على يد خمس نساء: ماريا طاهر، عريفة جوهاري، بريا جوزوامي، إنسيا داريوالا، وشاهيدا تافاولاتان-كيرتاني. خلال سنة 2015 استطاعوا المشاركة مع منظمات حقوق إنسان دولية مثل منظمة وادي (WADI) الألمانية العراقية.

## النشاط
وعملت المنظمة على إنجاز استقصاء ودراسات لمعرفة الحجم الحقيقي لممارسات ختان الإناث على نطاق عالمي، وشارك في الأبحاث الأكاديمي الأمريكي جيري ماكي. في يناير 2017، أصدرت منظمة ساهيو عريضة إلكترونية لمناشدة الأمم المتحدة ومؤسسات دولية أخرى بزيادة تمويل برامج التوعية والحدّ من الختان في كل دول العالم، واشترك في دعم العريضة 33 منظمة غير حكومية.

## وصلات خارجية
- الموقع الرسمي لمنظمة Sahiyo